# 费县 (江苏省)
费县，中国古县名。
南朝宋永初年间，改怀德县侨置，治所在今江苏省南京市鼓楼西北。元嘉十五年（438年）并入建康、临沂两县。